# Kommunbrauhaus (Höchstädten)

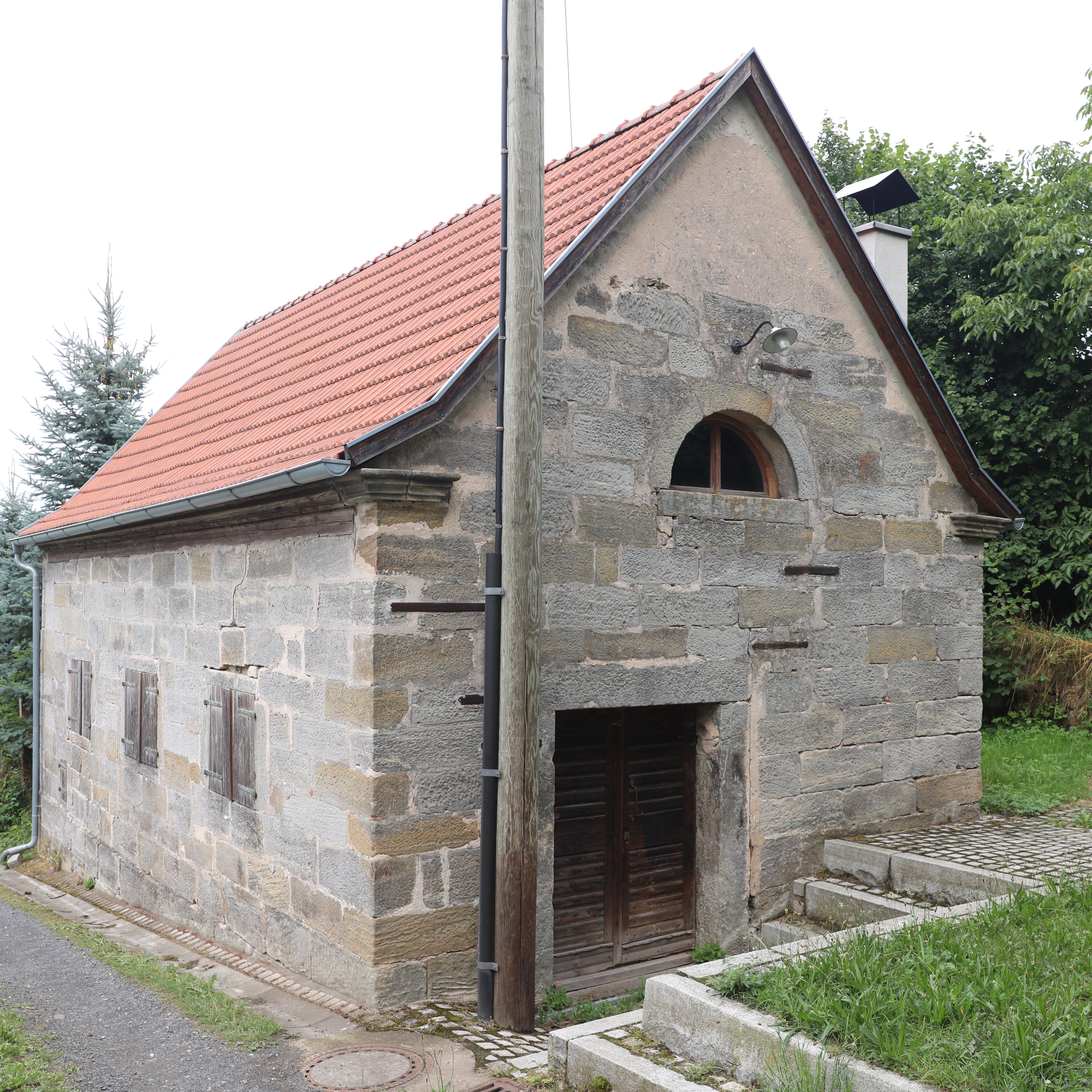
Kommunbrauhaus in Höchstädten

Das Kommunbrauhaus in Höchstädten, einem Stadtteil von Ebern im unterfränkischen Landkreis Haßberge in Bayern, wurde um 1850 errichtet. Das Kommunbrauhaus ist ein geschütztes Baudenkmal. 
In dem kleinen Sandsteinquaderbau mit Satteldach wird seit 2011 wieder Bier gebraut.